# Corallistes isabela
Espèce
Corallistes isabela est une espèce d'éponges de la famille des Corallistidae.

## Distribution
L'espèce est décrite des îles Galápagos, dans l'Océan Pacifique.

## Taxinomie
L'espèce Corallistes isabela est décrite en 1997 par Ruth Desqueyroux-Faúndez et Rob W. M. van Soest.